# Paul Delarue
Paul Alfred Delarue (Saint-Didier, Nièvre, 20 de abril de 1889 - Autun, Saona y Loira, 25 de julio de 1956) fue un folclorista francés.

## Biografía
Especialista de renombre mundial en el campo del folclore, su obra mayor fue Le Conte populaire français, un catálogo de cuentos populares recolectados en Francia y áreas francófonas, estructurado y modelado en el sistema de clasificación de Aarne-Thompson. El primer volumen apareció en 1957, unos meses después de su muerte. Marie-Louise Tenèze continuó el proyecto, que se esperaba contara con varios volúmenes.
Después de incursionar investigando y escribiendo sobre la flora local (Étude sur la Flore nivernaise, publicado en 1930), Delarue se dedicó a la transcripción y rastreo de cuentos populares recopilados en los manuscritos dejados por Achille Millien, folclorista de Nivernés. Entre 1933 y 1936 lanzó su propio estudio de campo con los habitantes de Nièvre, mientras enseñaba en Saint-Léger-des-Vignes, luego en Montsauche y Vauzelles, antes de mudarse al área de París. Fue director de la escuela de Ivry-sur-Seine entre 1939 y 1946.
Sus artículos mostraron interés en los orígenes de los cuentos de mamá oca de Charles Perrault y la relación entre la literatura oral y escrita.
En 1956 se publicó una antología de Delarue traducida al inglés con el nombre de: The Borzoi Book of French Folk Tales.
Por su servicio distinguido en la Primera Guerra Mundial recibió la legión de honor. Durante la Segunda Guerra Mundial, fue nombrado Jefe de batallón (mayor), librando batallas en Sarre y Ardenas, donde fue tomado como prisionero en 1940 y liberado en 1941.
Paul Delarue dirigió el comité de folclore en la Ligue de l'enseignement (1946-1953) y posteriormente en el Musée national des Arts et Traditions Populaires. También fue vicepresidente de la Société d'Ethnographie Française desde 1952, y formó parte del comité de dirección de la Fédération Folklorique d'Île-de-France.
Su hijo Georges Delarue (1926) ha continuado sus pasos, publicando Chansons populaires du Nivernais et du Morvan (7 volúmenes).

## Obras
- Recueil de chants populaires du Nivernais, 1934-1947 (con Achille Milien).
- La « Promesse » de Jean-Pierre et de la Yeyette, 1936.
- Écoliers, chantez nos chansons folkloriques, 1938.
- L'Amour des trois oranges et autres contes folkloriques des Provinces de France, 1947.
- La Bête de la forêt, 1947.
- Vieux métiers du Nivernais. Les fendeurs , 1949.
- Le Conte populaire français : Catalogue raisonné des versions de France et des pays de langue française d'outre-mer : Canadá, Louisiane, îlots français des États-Unis, Antilles Françaises, Haití, Île Maurice, La Réunion, con Marie-Louise Ténèze, Maisonneuve y Larose, 1957.
- Le Conte populaire français, con Marie-Louise Ténèze, Maisonneuve y Larose, 1993 (nueva éd.) ISBN 978-2706806230